# 3. tisućljeće
◄ | 2. tisućljeće | 3. tisućljeće | 4. tisućljeće | ►
21. stoljeće | 22. stoljeće | 23. stoljeće | 24. stoljeće | 25. stoljeće | 26. stoljeće | 27. stoljeće | 28. stoljeće | 29. stoljeće | 30. stoljeće
3. tisućljeće je je razdoblje od 2001. do  3000. godine.

## Događaji
- 2003. Broj stanovnika na Zemlji - 6.301.463.000[1]
- 2007. Broj stanovnika na Zemlji - 6.671.226.000[2]
- 2018. Broj stanovnika na Zemlji - 7.627.030.000[3]
- 2022. Broj stanovnika na Zemlji - 8.000.000.000[4]